# Communauté de communes de l'Ouest Vosgien
Ne doit pas être confondu avec Ouest vosgien.
La communauté de communes de l'Ouest Vosgien (CCOV) est une communauté de communes française située dans les départements des Vosges et de la Haute-Marne dans la région Grand Est.

## Historique
La communauté de communes de l'Ouest vosgien est créée au 1er janvier 2017 par un arrêté en date du 21 novembre 2016. Elle est formée par la fusion de la communauté de communes du Bassin de Neufchâteau et de la communauté de communes du Pays de Châtenois avec extension aux communes d'Aroffe (issue de la communauté de communes du Pays de Colombey et du Sud Toulois) et de Ménil-en-Xaintois (issue de la communauté de communes du Pays de Mirecourt).
Le 1er janvier 2025, les communes de Neufchâteau et Rollainville fusionnent sous le régime de la commune nouvelle et le nom de la première.

## Territoire communautaire

### Composition
La communauté de communes est composée des 69 communes suivantes :

| Nom                          | Code Insee | Gentilé          | Superficie (km2) | Population (dernière pop. légale) | Densité (hab./km2) |
| ---------------------------- | ---------- | ---------------- | ---------------- | --------------------------------- | ------------------ |
| Neufchâteau (siège)          | 88321      | Néocastriens     | 31,94            | 6 813 (2022)                      | 213                |
| Aouze                        | 88010      | Aouziens         | 11,21            | 196 (2022)                        | 17                 |
| Aroffe                       | 88013      | Aruffiens        | 8,51             | 91 (2022)                         | 11                 |
| Attignéville                 | 88015      | Attignévillois   | 14,61            | 210 (2022)                        | 14                 |
| Autigny-la-Tour              | 88019      | Revois           | 15,86            | 136 (2022)                        | 8,6                |
| Autreville                   | 88020      | Alteravillois    | 11,09            | 191 (2022)                        | 17                 |
| Avranville                   | 88025      | Avranvillois     | 10,89            | 69 (2022)                         | 6,3                |
| Balléville                   | 88031      | Berlevillois     | 6,25             | 100 (2022)                        | 16                 |
| Barville                     | 88036      | Barvillois       | 8,45             | 80 (2022)                         | 9,5                |
| Bazoilles-sur-Meuse          | 88044      | Bazouillards     | 21,25            | 612 (2022)                        | 29                 |
| Brechainville                | 88074      | Bréchainvillois  | 14,15            | 57 (2022)                         | 4                  |
| Certilleux                   | 88083      | Certillois       | 5,86             | 214 (2022)                        | 37                 |
| Châtenois                    | 88095      | Castiniens       | 17,57            | 1 721 (2022)                      | 98                 |
| Chermisey                    | 88102      |                  | 10,75            | 86 (2022)                         | 8                  |
| Circourt-sur-Mouzon          | 88104      | Circusiens       | 10,3             | 184 (2022)                        | 18                 |
| Clérey-la-Côte               | 88107      | Clercycurtiens   | 3,18             | 27 (2022)                         | 8,5                |
| Courcelles-sous-Châtenois    | 88117      | Courcellois      | 2,33             | 76 (2022)                         | 33                 |
| Coussey                      | 88118      | Coussetois       | 16,02            | 719 (2022)                        | 45                 |
| Darney-aux-Chênes            | 88125      | Darnéens         | 2,44             | 62 (2022)                         | 25                 |
| Dolaincourt                  | 88137      | Dolanicurtiens   | 2,6              | 90 (2022)                         | 35                 |
| Dommartin-sur-Vraine         | 88150      | Dommartiniens    | 7,1              | 292 (2022)                        | 41                 |
| Domrémy-la-Pucelle           | 88154      | Domrémois        | 8,99             | 94 (2022)                         | 10                 |
| Frebécourt                   | 88183      | Frebécourtois    | 10,53            | 352 (2022)                        | 33                 |
| Fréville                     | 88189      | Frévillois       | 6,36             | 132 (2022)                        | 21                 |
| Gironcourt-sur-Vraine        | 88206      | Gironcourtiens   | 7,51             | 858 (2022)                        | 114                |
| Grand                        | 88212      | Grandésiniens    | 36,59            | 364 (2022)                        | 9,9                |
| Greux                        | 88219      | Greuxois         | 8,04             | 132 (2022)                        | 16                 |
| Harchéchamp                  | 88229      | Harchéchampenois | 7,41             | 87 (2022)                         | 12                 |
| Harmonville                  | 88232      | Harmonvillois    | 15,13            | 210 (2022)                        | 14                 |
| Houéville                    | 88242      | Houévillois      | 3,21             | 43 (2022)                         | 13                 |
| Jainvillotte                 | 88249      |                  | 7,44             | 72 (2022)                         | 9,7                |
| Jubainville                  | 88255      | Jubainvillois    | 4,33             | 89 (2022)                         | 21                 |
| Landaville                   | 88259      | Landavillois     | 13,06            | 291 (2022)                        | 22                 |
| Lemmecourt                   | 88265      | Lemmecourtois    | 1,78             | 24 (2022)                         | 13                 |
| Liffol-le-Grand              | 88270      | Liffolois        | 33,91            | 2 108 (2022)                      | 62                 |
| Liffol-le-Petit              | 52289      | Liffoux          | 25,72            | 320 (2022)                        | 12                 |
| Longchamp-sous-Châtenois     | 88274      | Longchanais      | 4,85             | 81 (2022)                         | 17                 |
| Maconcourt                   | 88278      | Maconcurtiens    | 4,9              | 67 (2022)                         | 14                 |
| Martigny-les-Gerbonvaux      | 88290      | Martignycais     | 9,04             | 116 (2022)                        | 13                 |
| Maxey-sur-Meuse              | 88293      |                  | 10,77            | 216 (2022)                        | 20                 |
| Ménil-en-Xaintois            | 88299      | Menilois         | 4,23             | 168 (2022)                        | 40                 |
| Midrevaux                    | 88303      | Midrevalliens    | 14,29            | 177 (2022)                        | 12                 |
| Moncel-sur-Vair              | 88305      | Monticeliens     | 7,3              | 180 (2022)                        | 25                 |
| Mont-lès-Neufchâteau         | 88308      |                  | 11,51            | 279 (2022)                        | 24                 |
| Morelmaison                  | 88312      | Mormageons       | 5,48             | 192 (2022)                        | 35                 |
| La Neuveville-sous-Châtenois | 88324      | Novavillois      | 7,41             | 368 (2022)                        | 50                 |
| Ollainville                  | 88336      | Ollainvillois    | 6,31             | 74 (2022)                         | 12                 |
| Pargny-sous-Mureau           | 88344      | Pargnysiens      | 17,97            | 184 (2022)                        | 10                 |
| Pleuvezain                   | 88350      | Pluvuisiens      | 3,8              | 72 (2022)                         | 19                 |
| Pompierre                    | 88352      | Pompétrussiens   | 12,42            | 191 (2022)                        | 15                 |
| Punerot                      | 88363      |                  | 13,77            | 149 (2022)                        | 11                 |
| Rainville                    | 88366      | Rainvillois      | 8,61             | 274 (2022)                        | 32                 |
| Rebeuville                   | 88376      | Rebeuvillois     | 8,72             | 295 (2022)                        | 34                 |
| Removille                    | 88387      | Removillois      | 7,55             | 194 (2022)                        | 26                 |
| Rouvres-la-Chétive           | 88401      | Roburiens        | 11,33            | 459 (2022)                        | 41                 |
| Ruppes                       | 88407      | Ruppins          | 7,44             | 144 (2022)                        | 19                 |
| Saint-Menge                  | 88427      | Memmiens         | 6,67             | 117 (2022)                        | 18                 |
| Saint-Paul                   | 88431      | Pauliniens       | 4,9              | 148 (2022)                        | 30                 |
| Sartes                       | 88443      | Sartois          | 6,86             | 90 (2022)                         | 13                 |
| Seraumont                    | 88453      | Seraumontais     | 10,29            | 31 (2022)                         | 3                  |
| Sionne                       | 88457      | Sionnards        | 11,79            | 141 (2022)                        | 12                 |
| Soncourt                     | 88459      | Sunnicurtiens    | 3,91             | 43 (2022)                         | 11                 |
| Soulosse-sous-Saint-Élophe   | 88460      | Soliciens        | 19,32            | 653 (2022)                        | 34                 |
| Tilleux                      | 88474      |                  | 3,88             | 71 (2022)                         | 18                 |
| Trampot                      | 88477      | Trampotins       | 13,14            | 101 (2022)                        | 7,7                |
| Tranqueville-Graux           | 88478      |                  | 14,94            | 89 (2022)                         | 6                  |
| Villouxel                    | 88511      | Villouxellois    | 4,65             | 86 (2022)                         | 18                 |
| Viocourt                     | 88514      | Vialdircurtiens  | 4,75             | 165 (2022)                        | 35                 |
| Vouxey                       | 88523      | Vousséiens       | 23,28            | 169 (2022)                        | 7,3                |

### Démographie
| 1968   | 1975   | 1982   | 1990   | 1999   | 2010   | 2015   | 2022   |
| ------ | ------ | ------ | ------ | ------ | ------ | ------ | ------ |
| 26 127 | 27 138 | 27 440 | 25 799 | 24 819 | 24 354 | 23 612 | 22 986 |

## Administration

### Siège
Le siège de la communauté de communes est situé à Neufchâteau.

### Les élus
Le conseil communautaire de la communauté de communes se compose de 101 conseillers, élus pour une durée de six ans.
Ils sont répartis comme suit :
| Nombre de conseillers | Communes                                                   |
| --------------------- | ---------------------------------------------------------- |
| 21                    | Neufchâteau                                                |
| 6                     | Liffol-le-Grand                                            |
| 5                     | Châtenois                                                  |
| 2                     | Coussey, Gironcourt-sur-Vraine, Soulosse-sous-Saint-Élophe |
| 1 (+1 suppléant)      | les 63 autres communes                                     |

### Présidence
| Période                      | Période  | Identité      | Étiquette | Qualité                                                                                |
| ---------------------------- | -------- | ------------- | --------- | -------------------------------------------------------------------------------------- |
| janvier 2017 (Réélu en 2020) | En cours | Simon Leclerc | LR        | Maire de Neufchâteau (depuis 2008) Conseiller général puis départemental (depuis 2011) |

### Régime fiscal et budget
Le régime fiscal de la communauté de communes est la fiscalité professionnelle unique (FPU).